# Supersonic Odyssey
Supersonic Odyssey in Berjaya Times Square Theme Park (Kuala Lumpur, Malaysia) ist eine Indoor-Stahlachterbahn vom Modell Multi Inversion Coaster des Herstellers Intamin, die am 29. September 2003 eröffnet wurde. Die Bauzeit betrug drei Jahre, was auch der Grund dafür ist, dass, im Gegensatz zu Colossus im Thorpe Park, noch die alten Looping-Coaster-Züge eingesetzt werden.
Die 800 m lange Strecke erreicht eine Höhe von 38 m und ist mit drei Inversionen ausgestattet: eine Heartline-Roll, einen Looping und einen Korkenzieher. Der Lifthill der Bahn befindet sich nicht, wie bei den meisten anderen Achterbahnen, am Anfang der Fahrt, sondern zwischen der Heartline-Roll und dem Looping.

## Züge
Die Züge von Supersonic Odyssey besitzen jeweils sechs Wagen. In jedem Wagen können vier Personen (zwei Reihen à zwei Personen) Platz nehmen. Als Rückhaltesystem kommen Schulterbügel zum Einsatz.